# Janez Mandelc
Janez (Janž) Mandelc (tudi Manlius ali Mannel, v madžarskih virih Manlius János), slovenski tiskar, * (?), † 1605, Kerestur, Ogrska.

## Življenjepis
Izvor Mandelčevega rodu ni znan, vendar prevladuje mnenje, da je bil Mandelc doma iz Kranjske ali Istre. Mandelc je bil prvi tiskar v Ljubljani oziroma na Slovenskem sploh in pozneje prvi tiskar na Zahodnem Madžarskem (Gradiščanskem. On je tiskal obrednik Agenda Vandalica v Dolnji Lendavi. Knjigo so uporabili ogrski Slovenci v Slovenski okroglini in tudi Gradiščanski Hrvati. V Ljubljano je prišel pred letom 1575, dobil meščanske pravice in sprva deloval kot knjigotržec. Spomladi 1575 je na prigovarjanje J. Dalmatina, J. Khisla in K. Spindlerja zaprosil deželne stanove za dovoljenje, da odpre tiskarno, ki je pričela delovati že poleti istega leta. S tem je razširil svojo dejavnost na tiskarstvo in založništvo.
Uspešno delovanje tiskarne in priprave za natis Dalmatinove Biblije so izvale reakcijo v katoliških krogih, ki so dosegli, da so tiskarno 1581 zaprli, Mandelc pa je moral zapustiti avstrijske dedne dežele. Po izgonu iz Ljubljane aprila 1582 je nato 23 let uspešno deloval na Ogrskem v Slovenski okroglini (Prekmurje in Porabje) in na Zahodnem Ogrskem (Gradiščanskem), in Hrvaškem. V delu Đura Šurmina "Povjest književnosti hrvatske i srbske" (str. 129) je najti podatek, da je okoli leta 1574 v Varaždinu nekaj časa vodil tiskarno Ivan Manlius, po rodu Slovenec. 

## Delo
Prvi Mandelčev ljubljanski tisk, o katerem poroča Valvasor, žal ni ohranjen. Jeseni 1575 je natisnil Dalmatinov prevod svetopisemske knjige Jezus Sirah, ki je prva v Ljubljani in na Slovenskem natisnjena slovenska knjiga.
Nastanek in razvoj Mandelčeve tiskarne sta bila močno povezana z načrti protestantov, ki so tedaj pripravljali največje književne dosežke slovenske reformacije, posebej še z Dalmatinovim prizadevanjem za izdajo celotne Biblije v slovenščini.
Mandelc je v Ljubljani v šestih letih delovanja natisnil okoli 30 knjig, od tega je bilo okoli petino vseh slovenskih tiskov v 16. stoletju. Poleg Dalmatinovih del je tiskal tudi slovenska dela J. Juričiča, J. Tulščaka in A. Bohoriča, nemško pisana dela K. Špindlerja, J. Khisla, koledarje, prigodne publikacije ter tiske časopisne narave. Vsega skupaj je natisnil nad 100 del v slovenskem, nemškem, latinskem, madžarskem in hrvaškem (gradiščanskem) jeziku.
Značilno za njegove tiske je, da so vsebinsko tehtni in tiskarsko na visoki ravni; zaradi starosti in dogodkov, katerim so bili skozi zgodovino izpostavljeni pa spadajo med velike redkosti.